# Campionato mondiale femminile di hockey su pista Tourcoing 2014
Il campionato mondiale femminile di hockey su pista 2014 o Tourcoing 2014 è stata la 12ª edizione del campionato del mondo di hockey su pista femminile. La manifestazione venne disputata in Francia, a Tourcoing, dal 25 ottobre al 1º novembre 2014.

## Nazionali partecipanti
- Argentina
- Cile
- Colombia
- Inghilterra
- Francia
- India
- Italia
- Germania
- Giappone
- Portogallo
- Spagna
- Sudafrica
- Svizzera
- Stati Uniti

## Podio
| Pos. | Squadra   |
| ---- | --------- |
| 1°   | Argentina |
| 2°   | Francia   |
| 3°   | Cile      |